# Raiffeisenbank Rosenstein
Die Raiffeisenbank Rosenstein eG ist eine deutsche Genossenschaftsbank mit Sitz in der baden-württembergischen Stadt Heubach im Ostalbkreis.

## Geschichte
Die Geschichte der Raiffeisenbank Rosenstein eG geht zurück bis in das Jahr 1889. Am 27. Februar 1889 unterzeichneten 61 Mitglieder das Gründungsprotokoll des Spar- und Darlehenskassenvereins Oberböbingen – das älteste Vorgängerinstitut der heutigen Raiffeisenbank Rosenstein eG.
In Heubach am Sitz der heutigen Bank fand am 27. Dezember 1892 die Gründungsversammlung des Darlehenskassenvereins Heubach im Gasthaus Rössle statt. 102 Heubacher Bürger unterzeichneten das Gründungsprotokoll. 
Im Jahr 1970 erfolgte dann der Zusammenschluss der Heubacher Bank eGmbH mit der Genossenschaftsbank Unterböbingen eGmbH, der Raiffeisenbank Oberböbingen eGmbH (beide mit Sitz im heutigen Böbingen an der Rems) und der Raiffeisenbank Lautern eGmbH mit Sitz in Lautern (Heubach). Anschließend erfolgt im Jahr 1977 die Fusion der inzwischen als Heubacher Bank eG firmierenden Bank mit der Raiffeisenbank Mögglingen eG mit dem Sitz in Mögglingen. 1999 schließlich folgte die Fusion mit der Raiffeisenbank Heuchlingen-Horn eG mit dem Sitz in Heuchlingen und der Raiffeisenbank Bartholomä eG mit dem Sitz in Bartholomä zur heutigen Raiffeisenbank Rosenstein eG, die nach dem Heubacher Wahrzeichen, der Burgruine Rosenstein benannt ist. Die damals als Genossenschaftsbank Heuchlingen-Horn eGmbH firmierende Raiffeisenbank Heuchlingen-Horn eG entstand im Jahr 1965 durch die Fusion der Genossenschaftsbank Horn eGmbH mit dem Sitz in Horn mit der Genossenschaftsbank Heuchlingen eGmbH.

## Rechtsverhältnisse
Die Raiffeisenbank Rosenstein eG ist im Genossenschaftsregister beim Amtsgericht Ulm unter GnR 700025 eingetragen.

## Organisationsstruktur
Rechtsgrundlagen sind das Genossenschaftsgesetz und die durch die Generalversammlung beschlossene Satzung. Organe der Bank sind der Vorstand, der Aufsichtsrat und die Generalversammlung.

## Sicherungseinrichtung
Die Raiffeisenbank Rosenstein eG ist der amtlich anerkannten Sicherungseinrichtung des Bundesverbandes der Deutschen Volksbanken und Raiffeisenbanken GmbH und der zusätzlichen freiwilligen Sicherungseinrichtung des Bundesverbandes der Deutschen Volksbanken und Raiffeisenbanken e.V. angeschlossen. Die Bank ist Teil der genossenschaftlichen Finanzgruppe Volksbanken Raiffeisenbanken und Mitglied beim Bundesverband der Deutschen Volksbanken und Raiffeisenbanken (BVR). Der gesetzliche Prüfungsverband ist der  baden-württembergische Genossenschaftsverband.

## Geschäftsausrichtung
Die Raiffeisenbank Rosenstein eG betreibt das Universalbankgeschäft. Im Verbundgeschäft arbeitet sie mit der DZ Bank, R+V Versicherung, Bausparkasse Schwäbisch Hall, Teambank, VR Leasing, Münchener Hypothekenbank, DZ Hyp und der Union Investment zusammen.

## Aus- und Weiterbildung
Die Raiffeisenbank Rosenstein eG bietet eine Ausbildung zum Bankkaufmann an. Eine Fort- und Weiterbildung der Mitarbeiter ist  Bestandteil der Geschäftsstrategie der Genossenschaftsbank.

## Gesellschaftliches Engagement
Traditionell fördert die Raiffeisenbank Rosenstein eG regionale Sport, Kultur und Jugendarbeit und soziale Einrichtungen. Damit einbegriffen sind u. a. Kooperationen mit Vereinen und Schulen sowie gemeinnützigen Institutionen. Im Jahr 2022 wurden im Raum Rosenstein 51 000 Euro an Spenden ausgegeben.

## Geschäftsgebiet
Das Geschäftsgebiet liegt im Westen des Ostalbkreises. Das Geschäftsgebiet der Raiffeisenbank Rosenstein eG erstreckt sich über die gesamte Verwaltungsgemeinschaft Rosenstein. 
An diesen Orten betreibt die Bank Filialen:
- Heubach (Hauptstelle, jur. Sitz + 1 SB-Geschäftsstelle)
- Heuchlingen (Geschäftsstelle)
- Böbingen an der Rems (Geschäftsstelle)
- Mögglingen (1 Geschäftsstelle + 1 SB-Geschäftsstelle)
- Bartholomä (Geschäftsstelle)